# Giovanni Belelli
Giovanni Belelli (Macerata, 13 marzo 1904 – 1985) è stato un politico italiano.
Dopo essere stato addetto al Gabinetto del Ministro dell'economia nazionale e poi segretario del Consiglio dell'economia e della Confindustria di Aosta, è stato deputato nella XXIX legislatura e segretario della Camera nella XXX legislatura.